# Armoriale delle famiglie italiane (Mi)
Questo è l'armoriale delle famiglie italiane il cui cognome inizia con le lettere Mi.

## Armi

### Mia
| Stemma | Casato e blasonatura |
| ------ | --- |
|        | Miale (Troia) D'argento, al leone di rosso tenente un nastro di argento, caricato dalla cifra 100; capo di azzurro; alla spiga di miglio d'oro in palo (citato in (29)) |
|        | Miani (Polignano) Titolo: conti d'argento a tre fasce di rosso al capo d'azzurro, alla punta del miglio d'oro (citato in (29)) 3 fasce di rosso su argento - pianta di miglio di oro uscente dalla partizione su azzurro in capo (citato in LEOM) |
|        | Miari (Vittorio Veneto, Belluno, Parma, Roma, Padova, Venezia) 3 pianticelle di miglio piegate verso destra di oro su fascia di azzurro su troncato di oro e - bandato di argento e di rosso - aquila bicipite di nero su oro (citato in LEOM) |
|        | Miari (Modena, Finale Emiliano) aquila bicipite coronata su ambo le teste di nero su azzurro - 3 spighe di miglio in palo poste in fascia di oro su verde - 5 sbarre di rosso su argento - leone rampante di oro tenente con le zampe anteriori una striscia di argento posta in palo caricata del numero "1000" in cifre arabiche di nero tutto su azzurro (citato in LEOM) |
|        | Miari Fulcis (Belluno) 3 pianticelle di miglio piegate verso destra di oro su fascia di azzurro su troncato di oro e - bandato di argento e di rosso - aquila bicipite di nero su oro - aquila ali abbassate (volo) coronata di oro su azzurro (citato in LEOM) |

### Mic
| Stemma | Casato e blasonatura |
| ------ | --- |
|        | Micceri (Firenze) D'azzurro, al monte di sei cime d'oro, sormontato da un crescente montante d'argento e accompagnato ai lati da due stelle a otto punte d'oro (citato in (26)) |
|        | Miccichè (Palermo, Messina) Titolo: barone del Consorto, Grottacalda, Bufalaffi, della Mastra di rosso, al braccio destro armato al naturale, tenente una palma d'oro, sormontata da tre stelle di sei raggi dello stesso, ordinate in fascia nel capo (citato in Mango) di rosso, con un destrocherio armato impugnante una palma d'oro, sormontato da tre stelle dello stesso (citato in (32)) Corona di barone Notizie storiche in Famiglie nobili di Sicilia. |
|        | Miccieri (Toscana) (DE) In Blau 1 schwebender goldener Sechsberg, oben besetzt mit 1 deichselförmigen goldenen Figur und beidseitig begleitet von je 1 achtstrahligen goldenen Stern (citato in KHIF) |
|        | Miccinelli (Roma, Viterbo) albero al naturale nodrito su terrazzo di verde accompagnato a destra da - un bue rampante di argento tutto su azzurro (citato in LEOM) |
|        | Miccinesi (Firenze) Di..., alla fascia abbassata contromerlata di... (citato in (26)) |
|        | Miccioni (Firenze) D'azzurro, all'albero nodrito sul terreno, sul quale pascola un animale (pecora o cavallo) attraversante al tronco, il tutto al naturale e accompagnato da un sole d'oro orizzontale a sinistra (citato in (26)) |
|        | Michaelis (Cigala) D'oro, a una fascia di rosso, carica di tre croci fioreggiate, d'argento, accompagnata da tre alberi di rovere, verdi, 2, 1 Motto: Validius cruce vivisco (citato in (28)) |
|        | Michaud (Savoia) Titolo: conti di Beauretour Semipartito e troncato, al 1° d'oro, a due gigli d'azzurro uno sull'altro, al 2° d'argento, all'albero di verde (sradicato), con la sbarra di rosso contromerlata, attraversante, al 3° d'azzurro, al vascello d'argento a vele spiegate Motto: Rege redulto sabaudia iterum foelix (citato in (28)) |
|        | Michaud (Savoia) Titolo: baroni Trinciato contro scanalato, di quattordici pezzi, d'oro e di rosso, il 1° al leone di nero, linguato e armato di rosso, tenente una spada d'argento, il 2° a due bande d'argento Motto: Nombre ne fait (citato in (28)) |
|        | Michaud (Nizza, Savoia) 3 gigli di azzurro posti 1,2 su oro - sbarra doppiomerlata di rosso su - albero di verde uscente dalla partizione su argento - vascello a 2 alberi a vele spiegate tutto di argento navigante su mare al naturale su azzurro (citato in LEOM) |
|        | Micheau de Chassy (Francia) leone rampante di oro su azzurro - capo di Savoja (citato in LEOM) |
|        | Michelagnoli (Pisa) Trinciato d'azzurro e d'oro, al monte di sei cime del secondo nel primo uscente dalla trinciatura e sormontato da una stella a otto punte d'oro (citato in (26)) |
|        | Michelagnoli (Fiesole) D'azzurro, al monte di sei cime d'oro sormontato da una cometa dello stesso, e al capo cucito d'Angiò; il tutto abbassato sotto il capo di Leone X alias Partito: nel 1° troncato d'azzurro e d'oro, al monte di sei cime del secondo nel primo, sormontato da una stella a otto punte dello stesso; nel 2° troncato: a/ d'oro, al castello turrito di..., fondato sul terreno di..., sormontato da un'aquila dal volo spiegato di nero, caricata in cuore di uno scudetto d'azzurro, sovraccaricato di una fascia d'oro accompagnata da due gigli dello stesso, 1.1, b/ d'azzurro, alla gemella in banda d'oro sormontata dal capo cucito d'Angiò, il tutto abbassato sotto il capo di Leone X alias Partito: nel 1° trinciato d'azzurro e d'oro, al monte di sei cime del secondo nel primo, sormontato da una stella a otto punte dello stesso; nel 2° troncato: a/ d'oro, al castello turrito di..., fondato sul terreno di..., sormontato da un'aquila dal volo spiegato di nero, caricata in cuore di uno scudetto d'azzurro, sovraccaricato di una fascia d'oro accompagnata da due gigli dello stesso, 1.1, b/ d'azzurro, alla gemella in banda d'oro sormontata dal capo cucito d'Angiò, il tutto abbassato sotto il capo di Leone X (citato in (26)) |
|        | Michele (Sicilia) fasciato d'oro e d'azzurro di sei pezzi caricati da ventuno pani ordinati 6, 5, 4, 3, 2 e 1 dell'uno nell'altro (citato in (32)) Notizie storiche in Famiglie nobili di Sicilia. |
|        | Micheletti (Abruzzo, Napoli) Titolo: patrizio di Aquila D'azzurro alla fascia d'oro accompagnata in capo da un pomo fogliato al naturale e nella punta da una rosa d'oro (citato in DAlena e in (29)) fascia di oro su azzurro - mela fogliata di verde al naturale in alto su azzurro - rosa di oro in basso su azzurro (citato in LEOM) |
|        | Micheletti (Trapani) troncato: d'azzurro e d'oro, a due stelle dell'uno all'altro, poste sulla partizione (citato in Mango) diviso, d'azzurro e d'oro, con due stelle dell'uno nell'altro (citato in (32)) Notizie storiche in Famiglie nobili di Sicilia. |
|        | Micheli (Firenze) Fasciato di sei pezzi d'azzurro e d'argento, i tre pezzi del primo caricati di 12 bisanti d'oro, 6.4.2; e i tre pezzi del secondo caricati di nove bisanti pure d'oro, 5.3.1 (citato in (26)) |
|        | Micheli (Lucca) D'argento, a tre fasce d'azzurro (citato in (26)) |
|        | Micheli (Pistoia) Palato di sei pezzi d'azzurro e d'oro alias Palato di sei pezzi d'azzurro e di rosso (citato in (26)) |
|        | Micheli (Siena) D'argento, a tre bande increspate di rosso alias D'argento, a tre fasce increspate di rosso alias Partito: nel 1° come il precedente; nel 2° di..., al leone scaccato di... e di.... (citato in (26)) |
|        | Micheli o Michely (Ginevra) Titolo: consignori di Fontanetto, Solonghello Fasciato d'argento e d'azzurro (citato in (28)) |
|        | Michelini (Pistoia) D'oro, al cervo corrente al naturale alias D'oro, al cervo levato al naturale (citato in (26)) |
|        | Michelini (Firenze) Di..., al leone di..., e alla banda attraversante di..., caricata di tre foglie di... (citato in (26)) |
|        | Michelini (Levaldigi, Vottignasco, Centallo) Titolo: conte di San Martino con Rivalta D'azzurro, a tre bande d'argento, con il capo d'oro, all'aquila di nero (citato in (28)) alias D'azzurro, a tre terze d'argento poste in banda, con il capo d'oro, all'aquila di nero (citato in (28) e in (34)) Motto: À temps viendra |
|        | Michelini (Torino) terza in banda di argento su azzurro - aquila di nero su oro in capo (citato in LEOM) |
|        | Michelli (Pisa) D'argento, a tre scaglioni di nero (citato in (26)) |
|        | Michelotti o Micheletti (Nizza) Titolo: consignori di Sant'Andrea D'azzurro, alla banda d'oro, accostata da due mezzelune dello stesso (citato in (28)) |
|        | Michelozzi (Firenze) Trinciato d'argento e di rosso, a due monti di sei cime dell'uno nell'altro, ciascuno cimato da una stella a otto punte dello stesso (citato in (26)) 2 monti a 6 cime posti in sbarra di rosso e di argento su trinciato di argento e di rosso - ciascuno sormontato da una stella (8 raggi) dello stesso colore (citato in LEOM) (DE) In silber-rot schräggeteiltem Feld 2 schwebende Sechsberge jeweils oben besetzt mit 1 achtstrahligen Stern in verwechselten Tinkturen (citato in KHIF) alias Trinciato d'argento e di rosso, a due monti di tre cime dell'uno nell'altro, ciascuno cimato da una stella a otto punte dello stesso (citato in (26)) alias Trinciato d'argento e di rosso, a due monti di sei cime dell'uno nell'altro, ciascuno cimato da una stella a otto punte dello stesso, con il capo di Santo Stefano (citato in (26)) alias Trinciato d'argento e di rosso, a due monti di tre cime dell'uno nell'altro, ciascuno cimato da una stella a otto punte dello stesso, con il capo di Santo Stefano (citato in (26)) |
|        | Michelozzi (Toscana) (DE) In silber-rot schräggeteiltem Feld 2 Dreiberge in verwechselten Tinkturen, jeweils oben besetzt mit 1 achtstrahligen goldenen Stern (citato in KHIF) |
|        | Micheroux (Napoli, Milano, Venezia) Titolo: nobili nel 1° e nel 4° d'oro al leone rampante al naturale attraversato da tre fasce d'azzurro; al 2° e 3° d'argento a tre losanghe di rosso (citato in (29)) |
|        | Micheroux o De Micheroux (Napoli, Milano) 3 fasce di azzurro su - leone rampante al naturale su oro - 3 losanghe di rosso in palo poste in fascia su argento (citato in LEOM) |
|        | Micheu de Chassy e de Grand Champs (San Miniato) D'azzurro, al leone d'oro (citato in (26)) |
|        | Michi (Firenze) Trinciato d'argento e d'azzurro, a tre crescenti ordinati in banda dell'uno all'altro (citato in (26)) |
|        | Michi (Firenze) D'azzurro, al monte di sei cime d'oro, movente dalla campagna bandata di otto pezzi dei due smalti, e cimato da un giglio d'oro sulla cima più alta e da quattro ramoscelli (o foglie) dello stesso sulle cime laterali alias D'azzurro, al monte di sei cime d'oro, movente dalla campagna bandata di otto pezzi dei due smalti, e cimato da un giglio d'oro sulla cima più alta e da quattro ramoscelli (o foglie) di verde sulle cime laterali (citato in (26)) |
|        | Michi (Firenze) Partito di vaio e di rosso (citato in (26)) |
|        | Michiani (Pisa) Troncato in scaglione di... e di... (citato in (26)) |
|        | Michiel (Venezia, Firenze) fasciato d'azzurro e d'argento di sei, le fasce d'azzurro cariche di dodici bisanti d'oro (4, 4, 4) colla spezzatura di un bastone scorciato di rosso posto in banda (citato in (4) – Vol. II pag. 76) alias Di [...], a 21 bisanti (o tortelli) di [...], disposti in modo decrescente e separati da cinque filetti di [...], ordinati in altrettante fasce (citato in (Blasonario Subalpino)) alias Fasciato d'azzurro e d'argento, a 21 bisanti d'oro, disposti 6, 5, 4, 3, 2, 1 (citato in (Blasonario Subalpino)) alias Inquartato, al 1° d'azzurro, alla cometa d'oro ondeggiante in banda, al 2° fasciato d'azzurro e d'argento, al 3° fasciato d'azzurro e d'argento, le fasce d'azzurro cariche di dodici bisanti d'oro, 6, 4, 2, le fasce d'argento cariche di nove tortelli d'azzurro, 5, 3, 1, al 4° d'azzurro, a due leoni coronati, d'oro, affrontati (citato in (Blasonario Subalpino)) alias Inquartato, al 1° d'azzurro, alla cometa d'oro ondeggiante in banda, al 2° fasciato d'azzurro e d'argento, al 3° fasciato d'azzurro e d'argento, le fasce cariche di ventuno bisanti d'oro, disposti in piramide rovesciata, al 4° d'azzurro, a due leoni coronati, d'oro, affrontati (citato in (Blasonario Subalpino)) cometa in banda di oro su azzurro - fasciato di azzurro e di argento - fasciato di azzurro e di argento caricato di 21 palle di oro poste in piramide rovesciata - 2 leoni controrampanti coronati di oro su azzurro (citato in LEOM) |
|        | Michieli (Bassano del Grappa) angelo in maestà calpestante un - drago sdraiato supino nell'atto di trafiggerlo con una lancia tutto al naturale su argento - aquila di nero ali abbassate (volo) in capo su argento posta su - trangla di azzurro (citato in LEOM) |
|        | Michielli (Molfetta) d'azzurro, alla fascia d'oro sulla partizione, sormontata da una lupa passante al naturale, e accompagnata in punta da 3 bande pure d'oro Motto: Traci aetemus et innoxia fortitudo (citato in DAlena e in ) |
|        | Michielli-Lepore (Molfetta) partito di Michielli e Lepore: Michielli, d'azzurro, alla fascia d'oro sulla partizione, sormontata da una lupa passante al naturale, e accompagnata in punta da 3 bande pure d'oro; Lepore, d'azzurro, alla fascia d'oro, accompagnata in capo da un giglio dello stesso e in punta da una rosa di rosso (citato in ) |
|        | Michon (Livorno, Pisa) D'azzurro, all'albero (talvolta di palma) sradicato d'oro, accostato al tronco da due angioletti nudi d'argento, alati dello stesso (citato in (26)) albero di olmo (?) di oro sradicato su azzurro - affiancato da 2 angeli di argento alati in maestà su azzurro (citato in LEOM) alias D'azzurro, all'albero al naturale nodrito sul terreno dello stesso e cimato da una colomba d'argento tenente nel becco un ramoscello di verde; il tronco sostenuto da due angioletti nudi di carnagione, alati d'argento (citato in (26)) albero di pino al naturale nodrito su terrazzo di verde cimato da - colomba della pace di argento e affiancato da - 2 angeli (putti alati) di carnagione in maestà tutto su azzurro (citato in LEOM) (Immagine nella Raccolta stemmi Trippini (JPG).) |
|        | Microni (Trieste) fasciato di rosso e di argento (citato in LEOM) |
|        | Micucci (Montefalco) (d'azzurro, al decusse d'argento, caricato di cinque stelle a otto raggi d'oro) (citato in Degli Abbati) |

### Mid
| Stemma | Casato e blasonatura |
| ------ | --- |
|        | Midossi (Civitacastellana) osso lungo posto in banda al naturale sormontato da - un sole raggiante di oro - una comata posta in palo di oro e - luna di argento tutto in fascia su azzurro - rosa di rosso stelata e fogliata di verde in basso su azzurro (citato in LEOM) |

### Mie
| Stemma | Casato e blasonatura |
| ------ | --- |
|        | Mieli (Roma) (la blasonatura non è stata ancora caricata) (Immagine nella Raccolta stemmi Trippini (JPG).) Motto: Laboremus |

### Mig
| Stemma | Casato e blasonatura |
| ------ | --- |
|        | Miga (Torino) D'argento, al crescente montante, d'azzurro, con il capo del secondo, carico di tre stelle d'oro (citato in (28)) |
|        | Miglia o Meglia (Valgrana) Titolo: consignori di Clavesana D'oro, al giglio d'argento, cucito (citato in (28) e in (34)) alias D'argento, allo scudetto d'oro, cucito (citato in (28) e in (34)) Cimiero: il guerriero colal spada nuda tenente con la sinistra un breve col motto Motto: Sudorem (...) virtus |
|        | Miglia (Cremona) inquartato; nel primo e nel quarto di rosso al grifone d'argento tenente un gambo di miglio di verde con una pannocchia d'oro rivolta a sinistra; nel secondo e nel terzo d'oro all'aquila di nero, coronata del campo e tenente nell'artiglio destro una spada d'argento, guernita d'oro, in banda (citato in BLCR) Immagine in Blasonario Cremonese (archiviato dall'url originale il 7 aprile 2014). |
|        | Migliaccio o Migliazzo (Palermo, Messina, Siracusa) Titolo: barone di Biscardo, Casalbianco, Cutrumeggio, Mojo, Pittari, Cavalera, Mandarano, Montemaggiore; marchese di Montemaggiore; duca di Galizia, S. Donato, Floridia, S. Agata, Valverde Bologna; principe di Baucina, Malvagna, Mazzara; signore di Sala di Partinico, Paruta, Acqua Fredda, Dacco, Aquila, Cencheria d'azzurro, all'albero di miglio d'oro, movente dalla punta (citato in Mango, in (31) e in (32)) d'azzurro, con una pianta di miglio d'oro (citato in (32)) pianta di miglio di oro uscente dalla punta su azzurro (citato in LEOM) Notizie storiche in Famiglie nobili di Sicilia. Ulteriori notizie storiche in Famiglie nobili di Sicilia. Altre notizie storiche in Nobili napoletani. |
|        | Migliaccio (Napoletano) d'azzurro ad una pianta di miglio di oro, su di una zolla nodrita di verde (arma antica) (citato in (31)) alias partito, nel 1° d'argento all'aquila imperiale di rosso, uscente dalla partizione; nel 2° di rosso a tre piante di miglio d'oro, su una zolla di verde (ramo lombardo) (citato in (31)) alias d'azzurro ad una pianta di miglio di oro, sostenuta da due leoni controrampanti e lampassati di rosso, di oro, poggianti su tre monti all'italiana di verde (ramo napoletano) (citato in (31)) Notizie storiche in Nobili napoletani. |
|        | Migliai (Firenze) Di..., al leopardo illeonito di..., tenente con le branche anteriori un fascio di steli di... alias Di..., al leopardo illeonito di..., tenente con le branche anteriori un fascio di spighe di... alias Di..., al gatto rampante di..., tenente con le branche anteriori un fascio di steli di... alias Di..., al gatto rampante di..., tenente con le branche anteriori un fascio di spighe di... (citato in (26)) |
|        | Migliarese (Cosenza, Tropea) Titolo: patrizi di tropea D'oro al monte all'italiana di sette cime di verde uscente dalla punta e sostenente un leone di rosso (citato in DAlena, in (29) e in BLCL) |
|        | Migliarese (Tropea) leone rampante di rosso sul centrale di - 7 monti ristretti di verde uscenti dalla punta su oro (citato in LEOM) d'oro a sette monti all'italiana di verde uscenti dalla punta e sostenenti un leone di rosso (citato in BLCL) d'oro con sette monti verdi sormontati dal leone rosso linguato d'azzurro (citato in BLCL) Immagine e notizie storiche in Tropea Magazine. |
|        | Migliarese (Tropea) (LA) campum aureum et supra septem montes extat Leo rubens stans (citato in BLCL) Immagine e notizie storiche in Tropea Magazine. |
|        | Migliarese (Pozzuoli) Titolo: patrizio di Pozzuoli d'azzurro ad un giglio d'oro (citato in (29)) giglio di oro su azzurro (citato in LEOM) |
|        | Migliati (Toscana) (DE) In Blau 1 naturfarbener Bär? mit 2 Pranken goldene Ähren haltend (citato in KHIF) |
|        | Migliavacca (Milano) castello affiancato da 2 torri di rosso su oro aperto e finestrato del campo sormontato da - aquila di nero coronata di oro su oro - vacca passante al naturale su terrazzo erboso di verde accompagnata da - 3 pianticelle di miglio in palo poste una in alto e 2 ai lati della vacca tutto su azzurro (citato in LEOM) |
|        | Miglietti e Merli Miglietti (San Salvatore Monferrato) Titolo: conti di Castelletto Scazzoso D'azzurro, alla campagna erbosa carica di una pianticella di miglio, d'oro, fiancheggiata da due polli al naturale, crestati di rosso, affrontati, in atto di beccare alias Interzato in palo: al 1° d'oro, alla fascia di nero, accompagnata in capo da un'aquila coronata, di nero, e in punta da tre lance, poste in palo, di nero, sormontate, ciascuna, da un merlo al naturale (Merli); al 2° d'oro, a tre bande di rosso (Ghislieri); al 3° d'azzurro, alla campagna erbosa carica di una pianticella di miglio, d'oro, fiancheggiata da due polli al naturale, crestati di rosso, affrontati, in atto di beccare (Miglietti) (citato in (28)) |
|        | Miglio (Cosenza) D'argento alla banda di rosso caricata da 2 rose d'oro (citato in DAlena e in BLCL) |
|        | Miglio (Cremona) di rosso a tre fasce d'argento, e al leone d'oro attraversante sul tutto e tenente un gambo di miglio fogliato di verde e con spighe d'oro (citato in BLCR) Immagine in Blasonario Cremonese (archiviato dall'url originale il 7 aprile 2014). |
|        | Migliorati (Sansepolcro) Troncato: nel 1° d'oro, all'aquila dal volo spiegato di nero, talvolta coronata del campo; nel 2° di verde, al leone d'oro tenente alta in palo una spada d'argento; e alla fascia di rosso passata sulla troncatura, sostenente l'aquila (citato in (26)) |
|        | Migliorati (San Miniato) Di verde, alla branca di leone d'oro posta in banda (citato in (26)) zampa di leone posta in fascia di oro su verde (citato in LEOM) (Immagine nella Raccolta stemmi Trippini (JPG).) (la blasonatura non è stata ancora caricata) (Immagine nella Raccolta stemmi Topoguz.) |
|        | Migliorati (Prato, Firenze) Di rosso, a due mazze d'arme decussate d'argento, legate d'oro, e al capo di vaio, abbassato sotto il capo d'Angiò alias Di rosso, a due mazze d'arme decussate d'argento, legate d'oro, e al capo d'Angiò abbassato sotto il capo di vaio alias Di rosso, a due mazze d'arme decussate d'argento, legate d'oro, e al capo di vaio alias Di rosso, a due mazze d'arme decussate d'argento, legate d'oro, e al capo di vaio, abbassato sotto il capo d'Angiò, il tutto abbassato sotto il capo di Santo Stefano (citato in (26)) |
|        | Migliorati (Prato) 2 mazze d'arme di argento incrociate e legate da un nastro dello stesso su rosso - capo d'Angiò - trangla squamata di oro (citato in LEOM) |
|        | Migliorati (Genova, Nervi) 2 mazze d'armi incrociate e legate da un nastro tutto di oro su rosso - capo d'Angiò - trangla vajata di argento e di nero (3file) (citato in LEOM) |
|        | Migliorati (Toscana) (DE) Zwischen 1 blauen Schildhaupt, darin 1 vierlätziger roter Turnierkragen mit je 1 goldenen Lilie zwischen den Lätzen (Capo d'Angiò) und 1 roten Schildfuß, darin 2 gekreuzte schwarze Streitkolben, schwarz-silberner Pfahlfeh (citato in KHIF) alias (DE) Zwischen 1 silbernen Schildhaupt, darin 1 rotes Johanniterkreuz (Capo di San Stefano) und 1 roten Schildfuß, darin 2 gekreuzte durch 1 silbernes Band verbundene schwarze Streitkolben, schwarz-silberner Pfahlfeh (citato in KHIF) |
|        | Migliorati (Pistoia, Prato) Troncato merlato di rosso e d'azzurro, alla stella a otto punte d'oro nel secondo alias Troncato merlato di rosso e d'azzurro, alla stella a sei punte d'oro nel secondo (citato in (26)) |
|        | Migliorati (Firenze) Trinciato di... e di..., alla testa e collo di toro dell'uno all'altr (citato in (26)) |
|        | Migliorati (Firenze) Di..., a sei pannocchie ricadenti di..., ordinate in cinta alias Di..., a sei spighe ricadenti di..., ordinate in cinta (citato in (26)) |
|        | Migliorati (Abruzzo) D'argento alla banda d'azzurro caricata di una cometa d'oro ed accostata da due cotisse d'azzurro Cimiero: tre teste d'uomo barbute e poste in profilo moventi da un sol collo di carnagione (citato in DAlena) |
|        | Migliorati (Genova, Ovada) Titolo: marchesi di Carrosio Troncato, al 1° vaiato di tre file d'argento e di nero; al 2° di rosso, a due mazze decussate, accompagnate in punta da un cuore, vuotato del campo, il tutto d'oro; con il capo d'Angiò alias D'azzurro, alla fascia di tre file vaiata d'oro e di nero, accompagnata in capo da un lambello a sette pendenti, di nero [cucito], in punta da due mazze d'armi, di nero, decussate (citato in (28)) D'azzurro, alla fascia di tre file vajata d'oro e di nero; accompagnata nel capo da un lambello di sette pendenti di nero e nella punta da due mazze d'armi di nero, passate in croce di Sant'Andrea (citato in (37)) |
|        | Migliore o Megliore o Meliore (Mondovì) D'azzurro, al leone d'oro alias D'oro, al leone d'azzurro Motto: Dum infrangar (citato in (28)) |
|        | Migliorelli (Firenze) D'oro, a tre bande diminuite d'azzurro (citato in (26)) |
|        | Migliorelli (Firenze) Trinciato d'oro e d'azzurro, al toro passante di rosso nel primo, e alla banda d'argento bordata di rosso) passata sulla trinciatura, e caricata di tre mazze d'arme d'azzurro, poste nel senso della pezza alias Trinciato d'oro e d'azzurro, al toro passante di rosso nel primo, e alla banda d'argento bordata di rosso passata sulla trinciatura, e caricata di tre mazze d'arme d'oro, poste nel senso della pezza alias Trinciato d'oro e d'azzurro, al toro passante di rosso nel primo, e alla banda d'argento bordata di rosso passata sulla trinciatura, e caricata di tre clave d'azzurro, poste nel senso della pezza alias Trinciato d'oro e d'azzurro, al toro passante di rosso nel primo, e alla banda d'argento bordata di rosso passata sulla trinciatura, e caricata di tre clave d'oro, poste nel senso della pezza alias Trinciato d'oro e d'azzurro, al toro passante di rosso nel primo, e alla banda d'argento bordata superiormente d'azzurro e inferiormente di rosso passata sulla trinciatura, e caricata di tre mazze d'arme d'azzurro, poste nel senso della pezza alias Trinciato d'oro e d'azzurro, al toro passante di rosso nel primo, e alla banda d'argento bordata superiormente d'azzurro e inferiormente di rosso passata sulla trinciatura, e caricata di tre mazze d'arme d'oro, poste nel senso della pezza alias Trinciato d'oro e d'azzurro, al toro passante di rosso nel primo, e alla banda d'argento bordata superiormente d'azzurro e inferiormente di rosso passata sulla trinciatura, e caricata di tre clave d'azzurro, poste nel senso della pezza alias Trinciato d'oro e d'azzurro, al toro passante di rosso nel primo, e alla banda d'argento bordata superiormente d'azzurro e inferiormente di rosso passata sulla trinciatura, e caricata di tre clave d'oro, poste nel senso della pezza alias Trinciato d'oro e d'azzurro, al toro coricato di rosso nel primo, e alla banda d'argento bordata di rosso) passata sulla trinciatura, e caricata di tre mazze d'arme d'azzurro, poste nel senso della pezza alias Trinciato d'oro e d'azzurro, al toro coricato di rosso nel primo, e alla banda d'argento bordata di rosso passata sulla trinciatura, e caricata di tre mazze d'arme d'oro, poste nel senso della pezza alias Trinciato d'oro e d'azzurro, al toro coricato di rosso nel primo, e alla banda d'argento bordata di rosso passata sulla trinciatura, e caricata di tre clave d'azzurro, poste nel senso della pezza alias Trinciato d'oro e d'azzurro, al toro coricato di rosso nel primo, e alla banda d'argento bordata di rosso passata sulla trinciatura, e caricata di tre clave d'oro, poste nel senso della pezza alias Trinciato d'oro e d'azzurro, al toro coricato di rosso nel primo, e alla banda d'argento bordata superiormente d'azzurro e inferiormente di rosso passata sulla trinciatura, e caricata di tre mazze d'arme d'azzurro, poste nel senso della pezza alias Trinciato d'oro e d'azzurro, al toro coricato di rosso nel primo, e alla banda d'argento bordata superiormente d'azzurro e inferiormente di rosso passata sulla trinciatura, e caricata di tre mazze d'arme d'oro, poste nel senso della pezza alias Trinciato d'oro e d'azzurro, al toro coricato di rosso nel primo, e alla banda d'argento bordata superiormente d'azzurro e inferiormente di rosso passata sulla trinciatura, e caricata di tre clave d'azzurro, poste nel senso della pezza alias Trinciato d'oro e d'azzurro, al toro coricato di rosso nel primo, e alla banda d'argento bordata superiormente d'azzurro e inferiormente di rosso passata sulla trinciatura, e caricata di tre clave d'oro, poste nel senso della pezza (citato in (26)) |
|        | Migliorelli (Cosenza) Di rosso a 3 fasce d'argento. Il capo d'azzurro pieno (citato in DAlena e in BLCL) |
|        | Miglioretti (Pinerolo, Cumiana, Villafranca Piemonte) Titolo: conti di Bourcet, S. Sebastiano; consignori di Cocconato Troncato cuneato d'azzurro e d'oro, il primo carico di un leone illeopardito, d'oro Motto: In augustis tantum (citato in DAlena) |
|        | Miglioretti di San Sebastiano (Pinerolo, Villafranca) leone passante di oro sull'azzurro del - troncato cuneato di azzurro e di oro (citato in LEOM) |
|        | Miglioretti di San Sebastiano (Pinerolo, Villafranca) fascia di nero su troncato cuneato di azzurro e di oro - leone passante di oro su azzurro (citato in LEOM) |
|        | Miglioretti di San Sebastiano (Pinerolo, Villafranca) fascia di oro su troncato di azzurro e di oro - leone passante di argento su azzurro - 3 piantine di miglio di verde in palo poste in fascia su oro (citato in LEOM) |
|        | Migliori (Firenze) Di..., al crescente volto di..., accompagnato da due stelle a sei punte di..., una in capo e una in punta (citato in (26)) |
|        | Migliori (Pistoia) D'argento, alla fascia scaglionata nel senso della pezza di verde e di rosso, accompagnata da due stelle a otto punte d'oro, 1.1 alias D'argento, alla fascia scaglionata nel senso della pezza di verde e di rosso, accompagnata da due stelle a otto punte di rosso, 1.1 (citato in (26)) |
|        | Migliori (Palermo) d'argento, con una banda di rosso, caricata da un giglio d'argento accostato di due rose d'oro (citato in DAlena e in (32)) Notizie storiche in Famiglie nobili di Sicilia. |
|        | Migliori (Toscana) (DE) Schräggeteilt im Zahnschnitt (citato in KHIF) |
|        | Migliorini (Firenze) Di..., al teschio di..., diademato di..., sostenuto dalla fascia diminuita abbassata di...; e al capo di... (citato in (26)) |
|        | Migliorini (Palermo, Messina, Ercolano (Resina)) Titolo: marchesi d'azzurro alla pianta di miglio d'oro sormontata da tre stelle d'argento ordinate in capo (citato in (29) e in Mango) pianta di miglio di oro uscente dalla punta sormontata da - 3 stelle (5 raggi) di argento poste in fascia tutto su azzurro (citato in LEOM) alias di verde, alla pianta di miglio d'oro; accostata da sei stelle di sei raggi dello stesso, poste 3 e 3 (citato in Mango) |
|        | Migliorino (Messina) Titolo: barone di Scarpello d'azzurro alla pianta di miglio d'oro accostata da sei stelle poste tre a tre (citato in (29) e in (32)) alias D'azzurro alla pianta di miglio d'oro di tre stelle d'argento ordinate al capo (citato in (29) e in (32)) alias di verde, alla pianta di miglio d'oro accostata da sei stelle di 6 raggi dello stesso, 3 e 3 (citato in (32)) pianta di miglio di oro uscente dalla punta su verde - 6 stelle (6 raggi) di oro su verde poste in doppio palo (citato in LEOM) Notizie storiche in Famiglie nobili di Sicilia. Ulteriori notizie storiche in Famiglie nobili di Sicilia. |
|        | Migliorotti (Firenze) D'azzurro, al grifone d'oro e alla banda diminuita attraversante di rosso alias D'azzurro, al grifone d'oro e alla banda diminuita attraversante di rosso, con il capo cucito d'Angiò (citato in (26)) |
|        | Migliorucci (Firenze) D'oro, al cane rampante d'azzurro, talvolta lampassato di rosso, e alla fascia doppiomerlata attraversante di rosso; con il capo d'Angiò alias Partito: nel 1° di rosso, all'aquila dal volo levato d'argento, uscente dalla partizione; nel 2° come il precedente (citato in (26)) |
|        | Migliorucci (Toscana) (DE) Gespalten: Vorne in Rot 1 rechtshalber silberner Adler am Spalt, überhöht von 1 goldenen Krone, hinten unter 1 blauen Schildhaupt, darin 2 rote Pfähle beidseitig und in der Mitte begleitet von je 1 goldenen Lilie, in Gold 1 blauer Löwe, überdeckt von 1 roten Gegenzinnenbalken (citato in KHIF) |
|        | Miglioruzzi da Barberino (Firenze) Fasciato di sei pezzi d'argento e di nero (citato in (26)) |
|        | Mignanelli (Siena) Fasciato di sei pezzi d'oro e di vaio alias Fasciato di sei pezzi di vaio e d'oro alias D'oro, a tre fasce di vaio (citato in (26)) (Immagine nella Raccolta stemmi Trippini (JPG).) |
|        | Mignanelli (Abruzzo) Vaiato in palo di rosso e d'oro (citato in DAlena) |
|        | Mignanelli (Roma) (la blasonatura non è stata ancora caricata) (Immagine nell' Archivio Storico Capitolino (PDF) (archiviato dall'url originale il 4 marzo 2016).) |
|        | Mignani (Brescia) testa di cervo al naturale in maestà su azzurro - capo d'Impero (citato in LEOM) |
|        | Mignatta (Tronzano, Vercelli) Titolo: conti di Balangero, Mathi, Tronzano, Villanova di Mathi D'oro, a due ruote d'azzurro ordinate in fascia, con il capo del secondo, carico di una cometa, d'argento Motto: Nisi plena cruoris (citato in (28)) |
|        | Mignia (Sicilia) d'oro, al ponte a due archi di verde, sormontato da un guerriero armato al naturale (citato in Mango e in (32)) Notizie storiche in Famiglie nobili di Sicilia. |
|        | Migone o Micona o Micone (Genova) Partito nel 1° d'argento all'aquila di nero coronata, nel 2° d'argento al leone di nero coronato, al palo di rosso sulla partitura; il tutto al capo di Genova (citato in ASGE) alias Partito nel 1° d'argento all'aquila di nero, nel 2° d'argento al leone d'oro, al palo di rosso sulla partitura; il tutto al capo di Genova (citato in BCBG) alias D'argento alla croce di rosso accantonata nel 3° quarto da un'aquila di nero e nel 4° da un leone pure di nero (citato in SCRF e in FRAN) alias Partito nel 1° d'argento all'aquila di nero e nel 2° da un leone pure di nero; il tutto al capo di Genova alias Di verde ad un'aquila addestrata da un leone d'oro, al capo di Genova (citato in SCRF) alias Partito nel 1° d'azzurro all'aquila di nero coronata d'oro, nel 2° di rosso al leone d'oro coronato dello stesso; il tutto al capo di Genova (citato in TPIX) |

### Mil
| Stemma                | Casato e blasonatura |
| --------------------- | --- |
|                       | Milana o Milano (Messina) Titolo: barone di Pieni d'oro, al pino sradicato al naturale (citato in Mango) d'oro, con un albero sradicato di verde (citato in (32)) Corona di barone Notizie storiche in Famiglie nobili di Sicilia. |
|                       | Milandroni (Siena) D'oro, alla banda d'azzurro (citato in (26)) |
|                       | Milanese (Sicilia) d'argento, alla volpe del suo colore, rampante contro un pino sradicato di verde (citato in Mango) |
|                       | Milanesi (Alessandria) Scaccato di rosso e d'argento di sedici pezzi, con il capo d'oro, carico di un'aquila, di nero (citato in (28)) |
|                       | Milanesi (Toscana) (DE) In Blau 1 gestürztes goldgegrifftes silbernes Schwert, von 1 grünen Schlange umwunden und oben beidseitig begleitet von je 1 achtstrahligen goldenen Stern (citato in KHIF) |
|                       | Milanesi della Volpaia (Firenze) D'azzurro, alla spada bassa in palo d'argento, guarnita d'oro, accollata da una biscia di verde e sormontata da tre stelle a otto punte d'oro, ordinate in capo alias D'azzurro, alla spada bassa in palo d'argento, guarnita d'oro, accollata da una biscia di verde e sormontata da tre stelle a otto punte d'oro, ordinate 1.2 (citato in (26)) |
|                       | Milanesio (Carmagnola) D'azzurro, a due lance di rosso, gigliate d'oro, poste in decusse, con il capo d'oro, carico di un'aquila coronata, di nero (citato in (28)) |
|                       | Milanesio o Millanesi (Coassolo) Titolo: conti di Coassolo; consignori di Costigliole D'azzurro, alla croce di rosso, cucita, accompagnata, in punta, da due gigli, d'oro; con il capo d'oro, carico di un'aquila coronata, di nero (citato in (28)) |
|                       | Milanesio (Caluso) Troncato, con la fascia di rosso sulla partizione, al 1° d'oro, all'aquila bicipite, di nero, coronata sulle due teste, al 2° d'azzurro, a due lance d'argento, decussate Motto: Omnia cum tempore (citato in (28)) |
|                       | Milani (Firenze) Di..., alla biscia guizzante in palo di... (citato in (26)) |
|                       | Milani (Lendinara) castello (2 torri) laterali al naturale su terrazzo di verde merlato alla ghibellina aperto e finestrato di nero su argento - palo mareggiato di argento e di azzurro in corrispondenza della porta sul terrazzo - albero di verde uscente dal castello su argento (citato in LEOM) |
|                       | Milani (Cesena) (la blasonatura non è stata ancora caricata) (citato in BLCW) Immagine in Blasone Cesenate. |
|                       | Milani Corniani degli Algarotti (Verona) aquila di nero prussiana (coronata di oro e caricata di un semicerchio cimato e marcato di 3 trifogli di oro sovrastanti le lettere F e R maiuscole di oro coronate dello stesso) tenente nella zampa destra uno scettro di oro in sinistra un globo di azzurro crociato e fasciato di oro - fascia di oro su azzurro - 3 monti al naturale di oro uscenti dalla fascia cimati da croce latina di oro alata di argento su azzurro - 2 bande convesse di rosso su azzurro in basso - lambello (5 gocce) di rosso posto in alto su entrambe le partizioni (citato in LEOM) |
|                       | Milano e Milano Franco d'Aragona (Napoli, Genova) Titolo: Grandi di Spagna, patrizio napoletano, nobile dei principi di Ardore; barone di San Giorgio, Ardore; conte palatino; marchese di San Giorgio, Postiglione, Polistena; duca di San Paolo; principe di Ardore, del S.R.I. d'oro al leone di rosso tenente con la branca destra uno scudetto con inquartate le armi d'Aragona e del ducato di Calabria (citato in (29)) d'oro al leone rosso tenente uno scudetto coronato d'oro ed inquartato, nel 1° e 4° d'argento alla croce patente scorciata nera (ducato di Calabria), nel 2° e 3° d'oro a quattro pali rossi (Aragona) (citato in (31)) alias partito: a destra d'oro al leone di rosso, coronato del campo, tenente abbrancato uno scudetto coronato d'oro ed inquartato nel primo e nel quarto di rosso alla croce d'argento; nel secondo e terzo d'argento a due pali di rosso; a sinistra troncato: sopra d'argento al leone di nero nascente, sotto rombeggiato d'argento e rosso Motto: Utroque coruscat (citato in (29)) Notizie storiche in Nobili napoletani. |
|                       | Milano (Ovada) Inquartato: nel 1° di rosso, all'aquila di nero; nel 2° e nel 3° d'azzurro, alla vipera di verde ondeggiante in palo, coronata del campo, ingollante un saraceno di carnagione invocante aiuto con le braccia levate; nel 4° di rosso, all'aquila rivoltata di nero. Sul tutto uno scudetto ritondato partito: nel 1° di verde, alla fascia d'argento; nel 2° di rosso, alla banda d'argento, caricata di tre gigli d'oro (citato in (37)) |
|                       | Milano d'Alagno (Napoli) D'oro al leone di rosso coronato d'oro tenente con la branca destra uno scudetto coronato d'oro ed inquartato nel 1° e 4° di rosso, alla croce patente scorciata d'argento (che è del ducato di Calabria) e nel 2° e 3° d'oro a 4 pali di rosso (che è d'Aragona) alias Un leone rampante di rosso, che con la destra branca sorregge un piccolo scudo inquartato con le arme d'Aragona e del duca di Calabria (citato in DAlena) |
|                       | Milano Franco d'Aragona (Napoli, Genova) leone rampante di rosso coronato di oro su oro scudo coronato di oro tra le anteriori : - croce di argento su rosso 2 pali di rosso su argento su scudetto - leone rampante nascente di nero dalla partizione su argento - losangato di argento e di rosso (citato in LEOM) |
|                       | Milano Franco d'Aragona (Napoli, Genova) leone rampante di rosso coronato di oro tenente tra le zampe anteriori uno scudo coronato di oro inquartato di rosso alla croce patente di argento e di oro a 4 pali di rosso tutto su oro (citato in LEOM) |
|                       | Milanovich (Adria) albero di quercia nodrito su pianura erbosa uscente dalla troncatura tutto al naturale su azzurro - serpente ondeggiante in fascia tenente in bocca un ramoscello di olivo tutto di verde su argento (citato in LEOM) |
|                       | Milazzo (Sicilia) D'azzurro, con una torre merlata aperta e finestrata di nero piantate in un terreno al naturale nel canton destro della punta, sinistrata da un leone, e sormontata da sei stelle poste 4 e 2 il tutto d'oro (citato in (32)) Notizie storiche in Famiglie nobili di Sicilia. |
|                       | Milesi (Val Brembana) D'azzurro alla colonna d'argento, cimata da un uccello dello stesso, ed accollata da due rami di vite verde ed accostata da due leoni d'oro affrontati e controrampanti; colla campagna di rosso, caricata di tre sbarre d'oro (citato in Stemmi della Val Brembana (archiviato dall'url originale il 6 gennaio 2013).) |
|                       | Milesi Ferretti (Ancona) 2 leoni di oro rampanti contro albero di pino di verde accollato da serpente di argento che fuoriesce dall'albero in alto su terrazzo di verde su azzurro - 2 bande di rosso su argento (citato in LEOM) |
|                       | Mileti (Amantea) Titolo: patrizio di Amantea d'azzurro al pino sulla campagna di verde con un uccello al naturale accompagnato in capo da tre stelle d'oro in banda (citato in (29)) albero di pino di verde posto su terrazzo dello stesso uscente dalla punta cimato da - un uccello al naturale fermo accompagnato in capo da - 3 stelle (5 raggi) di oro poste in banda tutto su azzurro (citato in LEOM) |
|                       | Mileto (Napoletano) (la blasonatura non è stata ancora caricata) (citato in (31)) |
|                       | Miliaco o De Meliac (Molise) (la blasonatura non è stata ancora caricata) (citato in DAlena) |
|                       | Milioni (Mondovì) Troncato, d'azzurro, al giglio d'oro, e d'argento, a tre scudetti d'azzurro (citato in (28)) |
|                       | Miliotti (Firenze) D'oro, a tre fasce ondate d'azzurro; sul tutto d'azzurro, alla banda d'oro caricata di un tortello del campo e accompagnata da due stelle a sei punte d'oro, 1.1 (citato in (26)) |
|                       | Millesio o Millusio (Sicilia) di verde, con un leene d'oro la coda biforcata passata in doppia croce di s. Andrea, tenente con le zampe uno scudo d'argento caricato da cinque gigli d'azzurro posti in s. Andrea, supporto un'aquila bicipite di nero al volo abbassato, coronata in ambo le due teste, sormontata da una donna al naturale, coronata d'oro con le mani tenenti le due corone dell'aquila (citato in (32)) Notizie storiche in Famiglie nobili di Sicilia. |
|                       | Millet o Milliet (Torino) Titolo: consignori di Burio, Mombello D'azzurro, allo scaglione d'oro, carico di uno scaglione di rosso, accompagnato da tre stelle del secondo (citato in (28)) scaglionetto di rosso su scaglione di oro accompagnati da - 3 stelle (5 raggi) di oro poste 2,1 tutto su azzurro (citato in LEOM) alias Inquartato, al 1º e 4º d'argento, con una fascia di rosso caricata di due del campo, accompagnata in capo da un leone nascente, di verde, armato d'oro; al 2º e 3º di rosso, alla banda d'argento, accostata da due filetti dello stesso; e sul tutto, d'azzurro, allo scaglione d'oro, carico di uno scaglione, di rosso, accompagnato da tre stelle, del secondo Motto: Auspice tuto - Vigili prudentia servor (citato in (28)) |
| disegno da correggere | Millini bandato d'azzurro, e d'oro, col capo d'azzurro, caricato della lettera M diaprata d'oro, cucito e sostenuto da una riga di rosso (citato in (5) – pag. 161) |
|                       | Millini (Cesena) (la blasonatura non è stata ancora caricata) (citato in BLCW) Immagine in Blasone Cesenate. |
|                       | Millo (Trino, Casale) Titolo: marchesi di Altare; consignori di Celle D'azzurro, al leone coronato, d'oro, linguato di rosso (citato in (28)) |
|                       | Millo (Tarantasia, Torino) Titolo: conti di Casalgiate D'azzurro, a tre bande d'argento, ciascuna carica di tre stelle d'oro (citato in (28)) |
|                       | Millo (Bra) Troncato, di rosso, al leone d'oro, e d'argento, a tre stelle d'azzurro, ordinate in fascia Motto: Lumine forte (citato in (28)) |
|                       | Millo (Piacenza) 9 stelle (5 raggi) di azzurro poste 3 a 3 su - 3 bande di argento su azzurro (citato in LEOM) |
|                       | Millo o Millo dell'Altare (Casale Monferrato, Torino) leone rampante coronato di oro su azzurro (citato in LEOM) |
|                       | Millono (Chambéry, Torino) D'oro, al melone di verde, accompagnato da tre stelle (di ?), due in capo e una in punta (citato in (28)) |
|                       | Milo (Marsala, Mazara del Vallo) Titolo: Marchese di Campobianco, barone della Salina di Trapani; signore della Salina dell'Infelsa d'azzurro alla banda sostenente un leone inleopardito coronato, il tutto d'argento (citato in (29), in Mango e in (32)) banda di argento su azzurro - leone passante sulla banda coronato di argento su azzurro (citato in LEOM) Notizie storiche in Famiglie nobili di Sicilia. |
|                       | Miloda (Varallo Sesia, Torino) Troncato, al 1° d'oro, all'aquila di nero, coronata del campo, al 2° d'azzurro, alla pianta di miglio, accostata da due allodole, al naturale Motto: Assumpta me laudat (citato in (28)) |
|                       | Milon (Nizza) Titolo: nobili (detti signori di Peglione) D'argento, a tre bande di rosso, ritirate sulla punta dello scudo, sormontate da una M dello stesso, all'antica e fiorata (citato in (28)) |
|                       | Milon de Verraillon (Sospello, Torino) Titolo: nobili; baroni Troncato, al 1° d'argento, a una lettera M maiuscola, d'azzurro, fiorata all'antica, al 2° bandato d'azzurro e d'argento, con la fascia di rosso sulla partizione (citato in (28)) fascia di rosso su troncato di argento e - bandato di azzurro e di argento - lettera M maiuscola di azzurro fiorata all'antica su argento (citato in LEOM) alias Troncato, d'oro, al ponte di tre archi, di rosso, e d'azzurro, a tre bande del primo Motto: Spes mea Deus (citato in (28)) |
|                       | Milone (Viù) in campo di argento un mellone con tre foglie verdi, ed un cane rosso accompagnato da due bende nere, sotto un cielo di azzurro con tre stelle di sei raggi d'oro (citato in (28)) |
|                       | Milone (Palermo) Titolo: barone di Aliminusa, signore di Mendolazza d'oro al melone di verde aperto di rosso, seminato di nero (citato in (29), in Mango e in (32)) mellone (cocomero) di verde aperto di rosso e semato di nero su oro (citato in LEOM) Notizie storiche in Famiglie nobili di Sicilia. Ulteriori notizie storiche in Famiglie nobili di Sicilia. |
|                       | Milone (Palermo, Genova) Titolo: nobile col predicato di Sant'Elia troncato d'oro e d'azzurro alla torre di rosso, fondata di verde, sinistrata dal leone al naturale, la torre sormontata da un melone di verde, aperto di rosso e alle sementi di nero (citato in (29)) |
|                       | Milone (Genova) torre di rosso su terrazzo di verde affiancata da un braccio destro di carnagione uscente da sinistra afferrante una scimitarra al naturale e a destra da un leone rampante di rosso su troncato di oro e di azzurro - in alto melone di verde aperto di rosso e seminato di nero su oro (citato in LEOM) |
|                       | Milonis o Millonis (Nizza) Titolo: baroni di Toetto Scarena D'azzurro, a due leoni d'oro, affrontati, sostenenti un melone, al naturale, sormontati da tre stelle, d'argento, in fascia (citato in (28)) |
|                       | Milost (Trieste, Gorizia) leone sdraiato coronato alla reale di oro coda bifida tenente tra le zampe anteriori un ramoscello di olivo di verde posto su - libro chiuso di rosso il margine di argento del libro caricato da una spada e una lancia incrociate di argento tutto su azzurro - campagna di verde pieno (citato in LEOM) |

### Mim
| Stemma | Casato e blasonatura |
| ------ | --- |
|        | Mimbelli (Livorno) Troncato: nel 1° d'oro, all'aquila dal volo spiegato di nero, coronata del campo; nel 2° partito d'azzurro e d'oro, alla stella a otto punte d'argento nel primo, a due gigli d'azzurro, 1.1, nel secondo, e un terzo giglio dell'uno all'altro sulla partizione (citato in (26)) |
|        | Mimiola (Bassano del Grappa) braccio destro vestito di nero uscente da destra afferrante con la mano di carnagione una spada in banda di argento su argento - cantone sinistro di rosso in punta - ramoscello di verde uscente dalla punta su argento (citato in LEOM)                               |

### Min
| Stemma | Casato e blasonatura |
| ------ | --- |
|        | Minacci (Piemonte) Leone leopardito (citato in DAlena) |
|        | Minafria o Manafria (Caltagirone, Palermo) d'azzurro, a tre fasce d'oro, la prima caricata da una branca di leone del secondo (citato in Mango) |
|        | Minardi o Minardo o Mainardo (Siracusa, Catania, Caltagirone) d'azzurro, al braccio destro d'argento, movente dal fianco sinistro dello scudo impugnante una luna crescente e sormontata da una stella il tutto d'argento (citato in Mango) |
|        | Minarelli Fitzgerald (Lucca) D'oro, alla croce di sant'Andrea di rosso (citato in (26)) |
|        | Minaschi (Livorno) Troncato: nel 1° d'azzurro, al crescente montante d'oro posto in mezzo a due stelle a otto punte dello stesso; nel 2° d'oro pieno (citato in (26)) |
|        | Minazio o Minatio (Mongrando) D'azzurro, al leone d'oro, tenente nella zampa destra una spada, d'argento, accompagnato da due stelle, d'oro (citato in (28)) |
|        | Minelli (Poirino) D'azzurro, alla banda d'oro, carica di tre aquilotti di nero Motto: Innixus (citato in (28)) |
|        | Mineo (Sicilia) d'oro, al castello d'azzurro, aperto e finestrato del campo, torricellato di tre pezzi, ognuno sormontato da un saraceno vestito di verde, impugnante una spada d'argento alta in palo (citato in Mango e in (32)) Notizie storiche in Famiglie nobili di Sicilia. |
|        | Minerbetti di rosso, a tre pugnali d'argento, guerniti d'oro, appuntati in ventaglio (citato in (5) – pag. 47) |
|        | Minerbetti (Firenze) Di rosso, a tre spade basse appuntate d'argento, guarnite d'oro (citato in (26)) (DE) In Rot 3 fächerförmig gestellte gestürzte goldgegriffte silberne Schwerter (citato in KHIF) alias Di rosso, a tre spade basse appuntate d'argento, guarnite d'oro, con il capo del Popolo fiorentino (citato in (26)) (DE) Unter 1 silbernen Schildhaupt, darin 1 rotes Kreuz, in Rot 3 fächerförmig gestellte gestürzte goldgegriffte silberne Schwerter (citato in KHIF) alias Di rosso, a tre spade basse appuntate d'argento, guarnite d'oro, con in capo le insegne pontificie (talvolta spostate nel cantone destro del capo) (citato in (26)) alias Di rosso, a tre spade basse appuntate d'argento, guarnite d'oro, con una crocetta fioronata nel capo e le insegne pontificie nel cantone destro del capo (citato in (26)) alias Di rosso, a tre spade basse appuntate d'argento, guarnite d'oro, e a due chiavi decussate d'oro, poste nel cantone destro del capo (citato in (26)) |
|        | Minervini (Molfetta) inquartato, nel 1° d'argento al ramoscello di quercia, posto in fascia e sostenente una civetta al naturale, nel 2° fasciato d'azzurro e di rosso, nel 3° fasciato d'argento e di rosso, nel 4° d'azzurro al leone d'oro Motto: Benefacere et laetari (citato in DAlena e in ) |
|        | Minervini (Napoli, Cosenza) Titolo: nobili partito 1º d'azzurro al leone d'oro, 2° d'argento al ramoscello di quercia sostenente una civetta al naturale (citato in (29)) |
|        | Minervini (Napoli) leone rampante rivolto di oro su azzurro - civetta di profilo su ramo di quercia posto in fascia tutto al naturale su argento (citato in LEOM) |
|        | Minetti (Pisa) D'azzurro, a due branche di leone poste in palo affrontate d'oro, accompagnate da due stelle a otto punte dello stesso, una in capo e una in punta alias D'azzurro, a due branche di leone poste in scaglione affrontate d'oro, accompagnate da due stelle a otto punte dello stesso, una in capo e una in punta (citato in (26)) |
|        | Minetti (Siena) D'argento, al grifone di rosso coronato d'oro (citato in (26)) |
|        | Minganti (Messina) d'azzurro, alla torre d'oro, piantata sopra un ponte d'argento, posto su un fiume dello stesso ombrato di nero movente dalla punta; la torre cimata da una catena del secondo scendente sino al ponte (citato in Mango) un ponte sopra un fiume, sormontato da una torre, dalla cui sommità esce una catena che va sino al detto ponte (citato in (32)) Notizie storiche in Famiglie nobili di Sicilia. |
|        | Mingazzi (Bologna) 3 gigli di giardino di argento stelati e fogliati di verde uscenti da un vaso biansato di argento su terrazzo di verde su azzurro - avambraccio destro vestito di nero uscente da destra con la mano di carnagione appoggiata al bordo del detto vaso - 3 stelle (6 raggi) di oro poste in fascia in alto (citato in LEOM) |
|        | Minghetti (Bologna) Gambero (citato in DAlena) |
|        | Minghini d'azzurro, a cinque losanghe d'argento, accollate in fascia (citato in (5) - pag. 140) |
|        | Mini (Firenze) Tagliato d'azzurro e di rosso, alla sbarra d'oro passata sulla partizione e accompagnata da due crescenti rivolti dello stesso, 1.1 (citato in (26)) |
|        | Mini (Firenze) D'azzurro, al giglio d'oro posto in mezzo a tre palle dello stesso, 2.1 (citato in (26)) (DE) In Blau 1 goldene Lilie, begleitet oben von 2, unten von 1 goldenen Scheibe (citato in KHIF) alias D'azzurro, al giglio d'oro posto in mezzo a tre palle dello stesso, 2.1, il tutto abbassato sotto una palla d'azzurro, caricata di tre gigli d'oro, 1.2 (citato in (26)) alias D'azzurro, a tre palle d'oro, 2.1, alternate a tre gigli opposti in pergola dello stesso (citato in (26)) alias Di..., al giglio di... posto fra quattro palle di..., 1.2.1 (citato in (26)) alias D'azzurro, al giglio d'oro posto in mezzo a tre palle dello stesso, 2.1, il tutto abbassato sotto tre gigli opposti in pergola d'oro (citato in (26)) |
|        | Mini (Toscana) (DE) In Blau 1 goldener Ring, 3 1:2 gestellte goldene Lilien umschließend und 1 goldene Lilie pfahlweise (citato in KHIF) |
|        | Mini (Firenze) Partito: nel 1° d'azzurro, a tre sbarre d'oro; nel 2° d'azzurro, al leone d'oro (citato in (26)) |
|        | Mini del Lion d'Oro (Firenze) Di rosso, al leone d'oro sostenuto da un monte di tre cime dello stesso e tenente con le branche anteriori uno staio al naturale alias Di rosso, al leone d'oro sostenuto da un monte di tre cime dello stesso e tenente con le branche anteriori un tino al naturale (citato in (26)) |
|        | Miniatelli (Firenze) D'argento, alla fascia d'azzurro caricata di tre gigli d'oro e accompagnata da due stelle a otto punte di rosso, 1.1 (citato in (26)) |
|        | Miniati (detti Corelli) (Firenze) d'azzurro, alla gemella in croce d'oro (citato in (2) – pag. 286 e in DAlena) |
|        | Miniati di rosso alla banda di oro carica di tre palle la prima e la terza del campo, la centrale d'azzurro, ed accompagnata in capo da una stella di sei raggi d'oro ed in punta dalla mezzaluna crescente dello stesso (citato in (4) – Vol. III pag. 521) |
|        | Miniati (Prato) D'oro, al monte di sei cime di verde sormontato da una lettera M di nero; con il capo di Santo Stefano (citato in (26)) |
|        | Miniati (Prato, Pistoia, Firenze) D'oro, alla conchiglia di nero (citato in (26)) |
|        | Miniati (Firenze) Di..., alla banda di..., caricata di tre crescenti rivolti in sbarra di... alias Di..., alla banda di..., caricata di tre crescenti volti nel senso della pezza di... (citato in (26)) |
|        | Miniati (Firenze) D'azzurro, alla croce viticciata d'oro (citato in (26)) |
|        | Miniati (Toscana) (DE) In Blau 1 goldbordiertes blaues Tatzenkreuz (citato in KHIF) |
|        | Miniati (Firenze) (la blasonatura non è stata ancora caricata) (Immagine nella Raccolta stemmi Trippini (JPG).) |
|        | Miniati (Cesena) (la blasonatura non è stata ancora caricata) (citato in BLCW) Immagine in Blasone Cesenate. |
|        | Miniati di Dino (Firenze) Di rosso, alla banda d'oro accompagnata in capo da una stella a otto punte dello stesso, e in punta da un crescente montante d'argento (citato in (26)) alias Di rosso, alla banda d'oro accompagnata in capo da una stella a otto punte dello stesso, e in punta da un crescente montante d'oro (citato in (26)) alias Di rosso, alla banda d'oro accompagnata in capo da una stella a otto punte dello stesso, e in punta da un crescente rivolto in sbarra d'argento (citato in (26)) alias Di rosso, alla banda d'oro accompagnata in capo da una stella a otto punte dello stesso, e in punta da un crescente rivolto in sbarra d'oro (citato in (26)) alias Di rosso, alla banda d'oro accompagnata in capo da una stella a otto punte dello stesso, e in punta da un crescente montante d'argento, la banda caricata di tre palle del campo (citato in (26)) alias Di rosso, alla banda d'oro accompagnata in capo da una stella a otto punte dello stesso, e in punta da un crescente montante d'oro, la banda caricata di tre palle del campo (citato in (26)) alias Di rosso, alla banda d'oro accompagnata in capo da una stella a otto punte dello stesso, e in punta da un crescente rivolto in sbarra d'argento, la banda caricata di tre palle del campo (citato in (26)) alias Di rosso, alla banda d'oro accompagnata in capo da una stella a otto punte dello stesso, e in punta da un crescente rivolto in sbarra d'oro, la banda caricata di tre palle del campo (citato in (26)) alias Di rosso, alla banda d'oro accompagnata in capo da una stella a otto punte dello stesso, e in punta da un crescente montante d'argento, con il capo di Santo Stefano (citato in (26)) alias Di rosso, alla banda d'oro accompagnata in capo da una stella a otto punte dello stesso, e in punta da un crescente montante d'oro, con il capo di Santo Stefano (citato in (26)) alias Di rosso, alla banda d'oro accompagnata in capo da una stella a otto punte dello stesso, e in punta da un crescente rivolto in sbarra d'argento, con il capo di Santo Stefano (citato in (26)) alias Di rosso, alla banda d'oro accompagnata in capo da una stella a otto punte dello stesso, e in punta da un crescente rivolto in sbarra d'oro, con il capo di Santo Stefano (citato in (26)) |
|        | Miniati o Miniati di Dino (Toscana) (DE) In Rot 1 goldener Schrägbalken, begleitet oben von 1 achtstrahligen goldenen Stern, unten von 1 zunehmenden goldenen Halbmond (citato in KHIF) |
|        | Miniati o Miniati di Dino (Toscana) (DE) In Rot 1 silberner Schrägbalken, belegt mit 3 roten Scheiben und begleitet oben von 1 achtstrahligen goldenen Stern und unten von 1 liegenden silbernen Halbmond (citato in KHIF) |
|        | Miniati (Toscana) (DE) In Blau 4 quadratförmige und zur Pfahlreihe hin unten unterbrochene goldene Figuren, 2:2 gestellt (citato in KHIF) |
|        | Miniato di Nardo (Firenze) Di..., al monte di sei cime di..., sormontato da una stella a otto punte di..., e alla banda attraversante di..., caricata di tre stelle a otto punte di... alias Di..., al monte di sei cime di..., sormontato da una stella a otto punte di..., e alla banda attraversante di..., caricata di tre stelle a sei punte di... (citato in (26)) |
|        | Minicello (Catanzaro) D'oro al leone di rosso (citato in DAlena e in BLCL) |
|        | Minieri (Napoli) 3 punte di argento muoventi da una campagna di oro su rosso - 3 stelle (6 raggi) di oro poste in fascia in alto su rosso (citato in LEOM) |
|        | Minio (Venezia) banda formata da losanghe di oro appuntate su azzurro (citato in LEOM) |
|        | Minio (Venezia) banda formata da losanghe di oro appuntate accompagnate a destra da - croce di Malta di oro tutto su azzurro (citato in LEOM) |
|        | Miniscalchi (Verona) (la blasonatura non è stata ancora caricata) (citato in DAlena) |
|        | Miniscalchi Erizzo (Verona) tronco di albero sradicato infiammato di rosso e accollato da un ramo di edera tutto al naturale su argento - riccio al naturale e fibbia di nero poste su banda di oro su azzurro (citato in LEOM) |
|        | Minisini (Venezia, La Spezia) sole raggiante di oro su azzurro - 3 pesche (frutti) al naturale poste 1,2 su verde - serpente al naturale rivolto ondeggiante in palo coronato di oro su rosso (citato in LEOM) |
|        | Minneci Albamonte (Palermo, Roma) Titolo: signore di Savuco e di Rodichello, barone partito 1º di rosso al sole nascente da un monte d'argento uscente, 2° d'azzurro a quindici mezzelune d'argento (citato in (29)) sole raggiante di oro nascente da un - monte di argento uscente dalla punta su rosso - 15 lune montanti poste 3,2,3,2,3,2 di argento su azzurro (citato in LEOM) |
|        | Mino (Mondovì ?) D'azzurro, a cinque stelle d'oro, 2, 1, 2 (citato in (28)) |
|        | Mino da Fiesole (Firenze) Di..., al monte di sei cime di..., sostenente una croce trifogliata di..., e alla banda attraversante di... (citato in (26)) |
|        | Minocci (Siena) Di rosso, allo scaglione d'oro, accompagnato da tre gigli dello stesso, 2.1 (citato in (26)) |
|        | Minori (Pisa) D'oro, al ceppo di vite di verde, fruttifero di tre pezzi di rosso (citato in (26)) |
|        | Minorpitti (Firenze) Fasciato ondato d'argento e di nero, alla banda d'azzurro seminata di gigli d'oro, attraversante (citato in (26)) |
|        | Minotto partito, innestato, merlato di otto pezzi d'oro, e d'azzurro (citato in (5) - pag. 142) |
|        | Minotto (Venezia, Wansee) 3 bande di oro su rosso (citato in LEOM) |
|        | Minucci o Minucci del Lion d'Oro (Volterra, Firenze, Pistoia) Di rosso, alla fascia d'oro accompagnata da tre stelle a otto punte dello stesso, 2.1 (citato in (26)) fascia di oro accompagnata da - 3 stelle (8 raggi) dello stesso poste 2,1 su rosso (citato in LEOM) (DE) In Rot 1 goldener Balken, begleitet oben von 2, unten von 1 achtstrahligen goldenen Stern (citato in KHIF) alias Di rosso, alla fascia d'oro accompagnata da tre stelle a sei punte dello stesso, 2.1 (citato in (26)) alias Di rosso, alla fascia d'oro accompagnata da tre stelle a otto punte dello stesso, 2.1, con il capo di Santo Stefano (citato in (26)) alias Di rosso, alla fascia d'oro accompagnata da tre stelle a sei punte dello stesso, 2.1, con il capo di Santo Stefano (citato in (26)) alias Troncato: nel 1° di rosso, alla fascia d'oro accompagnata da tre stelle a otto punte dello stesso, 2.1; nel 2° d'azzurro, alla banda diminuita di rosso e all'albero sradicato attraversante al naturale, accompagnato da tre stelle a otto punte d'oro, 2.1 (citato in (26)) |
|        | Minucci (Abruzzo) Di rosso alla fascia ondata d'argento accostata da tre stelle dello stesso (citato in DAlena) |
|        | Minucci (Toscana) (DE) Unter 1 silbernen Schildhaupt, darin 1 rotes Johanniterkreuz (Capo di San Stefano), in Silber 1 goldener Balken, begleitet oben von 2, unten von 1 achtstrahligen goldenen Stern (citato in KHIF) |
|        | Minucci o Minucci da Radda della Terza (Toscana) (DE) In Rot 1 goldener Balken, begleitet oben von 2, unten von 1 achtstrahligen goldenen Stern (citato in KHIF) |
|        | Minugiai (Firenze) Di..., all'albero sradicato di..., e all'orso passante e attraversante di..., incatenato di... al tronco dell'albero alias Di..., all'albero sradicato di..., e alla pecora passante e attraversante di..., incatenata di... al tronco dell'albero (citato in (26)) |
|        | Minutoli (Firenze) Partito: nel 1° di rosso, all'aquila dal volo abbassato d'argento, uscente dalla partizione; nel 2° d'argento, al palo di rosso (citato in (26)) (DE) Rot-silber gespalten: Rechts 1 rechtshalber silberner Adler am Spalt, links 1 roter Pfahl (citato in KHIF) |
|        | Minutoli (Toscana) (DE) In Silber 1 roter Schrägbalken, belegt mit 3 senkrecht gestellten silbernen Lilien (citato in KHIF) |
|        | Minutoli (Toscana) (DE) In Silber 3 rote Pfähle, überdeckt von 1 goldenen Balken (citato in KHIF) |
|        | Minutoli (Lucca, Pisa) Partito: nel 1° d'oro, all'aquila dal volo levato di nero uscente dalla partizione; nel 2° palato di sei pezzi di rosso e d'argento alias Partito: nel 1° d'oro, all'aquila dal volo levato di nero uscente dalla partizione; nel 2° palato di sei pezzi d'argento e di rosso alias Partito: nel 1° d'oro, all'aquila dal volo levato di nero uscente dalla partizione; nel 2° d'argento, a due pali di rosso (citato in (26)) |
|        | Minutoli o Minutily (Pattada, Ozieri, Sassari) Di rosso al leone rampante di vaio (citato in DAlena) |
|        | Minutoli (Cesena) (la blasonatura non è stata ancora caricata) (citato in BLCW) Immagine in Blasone Cesenate. |
|        | Minutoli Tegrimi (Lucca) Partito: nel 1° partito: a/ d'oro, all'aquila dal volo levato di nero, uscente dalla partizione e coronata del campo, b/ palato di sei pezzi d'argento e di rosso; nel 2° d'argento, alla banda doppiomerlata di rosso (citato in (26)) mezza aquila bicipite di nero coronata di oro uscente dalla partizione su oro - palato di argento e di rosso - banda doppiomerlata di rosso su argento (citato in LEOM) |
|        | Minutolo (Sicilia) Titolo: barone della Vaccara, Murena, Motta, Ogliastra, Callari; principe di Collareale di rosso, con un leone di vajo, coronato d'oro con la testa dello stesso (citato in (32)) Corona di principe Notizie storiche in Famiglie nobili di Sicilia. |
|        | Minzioni Braussi (Pesaro) partito: nel 1º d'azzurro al monte di tre vette di verde, movente dalla punta, cimato da una civetta al naturale, sormontato da una cometa d'oro; nel 2º d'azzurro al sinistrocherio di carnagione vestito di rosso, movente dal fianco sinistro ed impugnante una spada d'argento (citato in (2) – pag. 145 e in DAlena) |

### Mio
| Stemma | Casato e blasonatura |
| ------ | --- |
|        | Miolans Titolo: signori di Caramagna, Cardè; consignori di Bricherasio Bandato d'oro e di rosso alias D'oro, a tre bande di rosso alias D'oro, a tre bande di rosso, con il capo d'oro, carico di un'aquila coronata, di nero alias Inquartato, al 1° e 4° di rosso a tre bande d'oro, al 2° e 3° bandato d'oro e di rosso, di sei pezzi, ciascuna banda d'oro carica di una losanga di rosso, e le prime due bande di rosso, ciascuna carica di due losanghe d'oro alias Inquartato, di Miolans e di Roussillon alias (la blasonatura non è stata ancora caricata) Motto: Force m'est (citato in (28))              |
|        | Miolis o Miolo o Miollis (Carmagnola) Troncato, d'oro, a tre gigli d'azzurro, ordinati in fascia, e d'argento, con la fiamma di rosso, in cuore, attraversante (citato in (28)) |
|        | Miollo (Venezia) croce di Sant'Andrea formata da 8 losanghe a 2 a 2 appuntate al centro di rosso su oro (citato in LEOM) |
|        | Miollo (Venezia) 9 losanghe di cui 5 poste in banda su 4 poste in sbarra tutto di rosso su oro (citato in LEOM) |
|        | Mioni (Venezia, San Polo di Piave) Interzato di palo: nel 1° d'azzurro ad un pino di verde, terrazzato dello stesso; col capo d'oro, all'aquila sorante di nero; nel 2° d'argento pieno; nel 3° d'azzurro alla torre d'argento piantata sopra uno scoglio dello stesso, sulla sommità della quale sta inalberata una bandiera di rosso (FR) Tiercé en pal au 1 d'azur à un pin de sinople terrassé du même au chef d'or ch d'une aigle essorante de sable au 2 d'argent plein au 3 d'azur à une tour d'argent posée sur un rocher du même et au haut de laquelle est arborée une bannière de gueules (citato in (8)) |
|        | Mioni (Comacchio) sbarra di argento caricata di n losanghe accollate in fascia di nero su rosso - 2 torrette merlate alla ghibellina di rosso su oro in capo (citato in LEOM) |
|        | Miori o Bastai (Modena) (la blasonatura non è stata ancora caricata) (citato in UNFE) Immagine nella Biblioteca Estense Universitaria (id. 1759). |

### Mir
| Stemma | Casato e blasonatura |
| ------ | --- |
|        | Mira (Palermo) Titolo: marchese di San Giacinto d'azzurro alla colonna a base d'oro sormontata da una mira d'argento (citato in (29), in Mango e in (32)) mezza colonna di oro sormontata da una punta di obelisco di argento su azzurro (citato in LEOM) Corona di marchese Notizie storiche in Famiglie nobili di Sicilia. Ulteriori notizie storiche in Famiglie nobili di Sicilia. |
|        | Mirabella (Sicilia) Titolo: barone di Colletorto, Radusa d'azzurro, a due fasce d'oro, accompagnate da due stelle dello stesso (citato in Mango) alias di rosso, al leone d'oro, linguato, unghiato e coronato d'argento tenente uno stendardo d'azzurro, svolazzante a sinistra caricato da gigli d'oro e da un lambello di tre gocce dello stesso (citato in Mango e in (32)) Notizie storiche in Famiglie nobili di Sicilia. |
|        | Mirabelli (Catanzaro) D'azzurro alla fascia di rosso pe inchiesta rialzata ed accompagnata in capo da tre stelle d'oro ed in punta da una sirena d'argento (citato in DAlena e in BLCL) |
|        | Mirabelli (Tropea) d'azzurro alla sirena al naturale accompagnata nel campo di una fascia di rosso caricata da tre stelle d'oro (citato in BLCL) Immagine e notizie storiche in Tropea Magazine. |
|        | Mirabelli e Mirabelli Centurione (Amantea, Napoli, Palermo) Titolo: nobile, nobile di Amantea d'azzurro alla sirena con due code al naturale, al mare d'argento al capo fasciato di rosso caricata da tre stelle d'oro (citato in (29)) |
|        | Mirabelli (Amantea) sirena a 2 code al naturale uscente da mare di argento su azzurro - 3 stelle (6 raggi) di oro su fascia alzata di rosso su azzurro (citato in LEOM) |
|        | Mirabelli (Napoli) Titolo: conti di rosso al pino di verde, sinistrato al leone al naturale, accompagnato da un sole d'oro uscente dal cantone destro (citato in (29)) albero di pino sradicato di verde accompagnato a destra da - leone rampante al naturale tutto su rosso - sole di oro uscente dal canton sinistro del capo su rosso (citato in LEOM) |
|        | Mirabiliis (la blasonatura non è stata ancora caricata) (citato in DAlena) |
|        | Miraglia (Napoli) Titolo: conti di rosso a due leoni affrontanti controrampanti d'oro, sostenenti uno specchio ovale sopra un sostegno d'oro (citato in (29)) 2 leoni controrampanti di oro sostenenti uno specchio ovale dal lungo manico uscente dalla punta di oro su rosso (citato in LEOM) |
|        | Miraglio (Carmagnola) Troncato, d'argento e d'azzurro, al pino di verde, sormontato da una stella d'azzurro, e sostenuto da un gatto selvatico, rampante sul tronco, al naturale (citato in (28)) |
|        | Miraluce (Abruzzo) D'azzurro al sole raggiante d'oro (citato in DAlena) |
|        | Mirandola (Bologna) albero di verde uscente da un ristretto dello stesso a 2 rami sfrondati a forma di semicerchio ciascun ramo fruttato da un certo numero di pomi di rosso cimati da 2 uccelli fermi e affrontati di nero sormontati da - una corona all'antica di oro tutto su argento - capo d'Angiò (citato in LEOM) |
|        | Mirelli (Napoli) Titolo: principe di Teora, marchese di Calitri, nobile dei principi di Teora e dei marchesi di Calitri D'azzurro al leone d'oro coronato del medesimo tenente con la branca destra un mazzolino di fragole (citato in DAlena e in (29)) d'azzurro al leone coronato d'oro tenente nella branca destra un mazzetto di fragole rosse (citato in (31)) leone rampante coronato di oro tenente nella destra un mazzetto di fragole al naturale su azzurro (citato in LEOM) Notizie storiche in Nobili napoletani.                                                    |
|        | Mirigello (Catanzaro) D'azzurro al leone d'oro (citato in DAlena e in BLCL) |
|        | Miroballo (Napoletano) Titolo: barone di Gricignano; marchese di Bracigliano, Illicito; duca di Campomele; principe di Castellaneta d'azzurro al leone d'oro armato e lampassato di rosso, seduto sopra un monticello di tre cime dello stesso, movente dalla punta, addestrato da un ramo di palma d'oro curvo sino a circondarne la testa (citato in (31)) Notizie storiche in Nobili napoletani. |
|        | Miroglio o Mirolio o Miroglio di Moncestino (Monferrato) Titolo: conti di Cuccaro, Moncestino, Villamiroglio; signori di Cunico, Rosingo; consignori di Borriana, Marcorengo, Odalengo Piccolo, Pino, Villadeati Trinciato di rosso e d'argento, a sei specchi ordinati, tre per parte, in due bande, dell'uno nell'altro, con il capo d'oro, carico di un'aquila coronata, di nero (citato in (28)) 6 specchi su trinciato di rosso e di argento - 3 di argento su rosso e 3 di rosso su argento posti in doppia banda - aquila coronata di nero su oro in capo (citato in LEOM) |
|        | Miroli (Ovada) Troncato: nel 1° d'oro, all'aquila col volo abbassato di nero, rivoltata e coronata del campo; nel 2° tagliato di rosso e d'argento, la partizione accostata da sei tortelli di nero (citato in (37)) |
|        | Miroli (Cesena) (la blasonatura non è stata ancora caricata) (citato in BLCW) Immagine in Blasone Cesenate. |
|        | Mirone (Sicilia) di rosso, allo specchio rotondo d'argento, cerchiato e pomato d'oro Sostegni: due aquile d'oro (citato in Mango) |
|        | Mirra (Napoli, Benevento, Capua, Salerno) Titolo: nobile barone di Pietrabianca D'azzurro a due braccia vestite di nero moventi dal lato sinistro dello scudo stringente fra le mani una coppa in oro sormontata da una croce greca dello stesso , accompagnate in capo da tre stelle d'oro(5) poste in fascia ed in punta da un monte all'italiana di tre cime di verde. Diretti discendenti dei de Myra Trulles Cavalieri Spagnoli giunti sul finire del XV secolo nel Regno di Napoli al seguito del viceré Juan de Zúñiga y Avellaneda conte di Miranda (citato in (41))      |

### Mis
| Stemma | Casato e blasonatura |
| ------ | --- |
|        | Misani (Bologna) Titolo: nobile Spaccato; nel 1° d'oro al bisante di rosso; nel 2° di rosso al capriolo d'azzurro (citato in (45) 2° volume pag.145) alias Di nero, a due fasce d'argento; col capo dello stesso caricato da un grifo uscente di rosso, tenente co' suoi artigli una lancia spezzata (citato in (44))                                                            |
|        | Mischi (Parma) banda di oro alzata su azzurro - sole raggiante di oro in alto a destra - torre merlata di 3 pezzi alla guelfa uscente dalla punta di rosso cimata da - aquila di nero su azzurro (citato in LEOM) |
|        | Misciatelli (Piegaro, Orvieto, Roma, Siena) fascia di oro su troncato di azzurro e di rosso - colomba della pace di argento su azzurro - gatto passante testa in maestà di argento su rosso (citato in LEOM) |
|        | Misius (Toscana) (DE) In Silber 1 natürliche grünbeblätterte rote Rose (citato in KHIF) |
|        | Misorro (Tempio Pausania) torrione (2palchi) merlato alla guelfa su terrazzo di verde su azzurro - 2 uccelli al naturale affrontati in volo su azzurro - cespuglio di rose su terrazzo di verde al naturale su argento (citato in LEOM) |
|        | Missaniello (Napoletano) (la blasonatura non è stata ancora caricata) (d'azzurro, a cinque rombi d'argento, accollati e posti in croce) (citato in (31)) alias (la blasonatura non è stata ancora caricata) (d'azzurro, a cinque rombi d'argento, accollati e posti in croce, accompagnati da un lambello di tre pendenti di rosso posto nel capo) (citato in (31))              |
|        | Missiroli (Cesena) (la blasonatura non è stata ancora caricata) (citato in BLCW) Immagine in Blasone Cesenate. |
|        | Missittini (Udine, Tarcento) fascia di azzurro su oro - 3 lance al naturale in palo uscenti dalla fascia su oro - fiamma al naturale uscente dalla punta su oro (citato in LEOM) |
|        | Mistrali (Parma) gru con la destra alzata tenente la sua vigilanza al naturale su azzurro (citato in LEOM) |
|        | Mistralis (Saint Vincent) Titolo: baroni di Brissogne Di rosso, a tre mezze lune d'argento, montanti Motto: En adversité bo coeur (citato in (28)) |
|        | Mistrot o Mistrotto (Pinerolo) Titolo: conti di Villar S. Marco; consignori di Villarbasse D'oro, alla banda di rosso, carica di due filetti d'oro e di tre venti d'argento, posti in maestà e soffianti dello stesso Motto: Ubique non mutant (citato in (28)) |
|        | Mistruzzi di Frisinga (Ronchi dei Legionari, Venezia, Roma) croce latina accompagnata a sinistra da una lettera T maiuscola a destra da una croce latina più piccola uscente dal piede inferiore in sbarra tutto di argento su scudetto trinciato di rosso e di azzurro su - aquila trinciata di azzurro e di oro su - trinciato di oro e di azzurro (citato in LEOM)            |
|        | Misturi Malacari (Ancona, Offagna) fascia di argento su rosso - 2 uomini uscenti dalla fascia di profilo affrontati vestiti e cimati da cappelli di oro reggenti con le braccia anteriori 3 spighe a ventaglio dello stesso su rosso - 3 stelle (8 raggi) di oro su banda di azzurro su - colonna di argento su rosso - capo d'Angiò (sulla seconda partizione) (citato in LEOM) |

### Mit
| Stemma | Casato e blasonatura |
| ------ | --- |
|        | Mitelli (Bologna) vaso ansato di 2 pezzi di argento da cui esce una rosa di rosso stelata e fogliata di verde su azzurro - capo d'Angiò (citato in LEOM) |